# Journal des débats
«Journal des Débats Politiques et Littéraires» («Журна́ль де Деба́ Полити́к э Литэрэ́р», в переводе «Газета политических и литературных дебатов») — влиятельная французская консервативная газета XIX и XX веков. Выходила в Париже с 1789 по 1944 год.

## История
«Журналь де Деба» — известная в XIX веке парижская газета, возникла весной 1789 года в самом начале Великой французской революции под названием Journal des débats et des décrets («Журналь де Деба э де декрэ»), основатель — Гольтье де Бьёза (Jean-François Gaultier de Biauzat; 1739—1815). Газета возникла вскоре после созыва Генеральных штатов и перепечатывала депутатские отчёты и правительственные распоряжения, отсюда и её название.
Издание выходило по мере накопления официальных материалов сначала еженедельно, впоследствии ежедневно и ничем не отличалось от многочисленных парижских газет эпохи Революции. С 1791 года оно становится трибуной для выступлений якобинских журналистов. В 1799 году газета была приобретена Луи-Франсуа Бертеном-старшим и его братом, встала в роялистскую оппозицию к политике Наполеона и постепенно завоевала положение одной из самых влиятельных центральных газет. С установлением эпохи Империи по распоряжению Наполеона газета получила название Journal de l’Empire («Журналь де л’Ампир», Газета империи). В 1814 году, в эпоху Реставрации, газета сменила «имперское» название на Journal des Débats Politiques et Littéraires и сохраняла его до 1864 года, когда на первой полосе газеты осталось только «Journal des Débats».
Отныне издание на долгие годы становится самой известной утренней газетой консервативного направления. Она была в целом лояльна к правлению Бурбонов, изредка критикуя власть. Газета приобрела популярность благодаря умелому руководству, способности редакторов чутко реагировать на изменения общественного мнения, совмещать требования политической злободневности и остроты с аналитичностью и взвешенностью оценок.
При Карле X газета изменила своим консервативным принципам и поддержала либеральную оппозицию монархии (Гизо, Ройе-Коллар и т. д.). Поэтому последующая Июльская монархия получила ощутимую поддержку от «Journal des Débats», газета стала рупором политики Луи-Филиппа. Альфонс де Ламартин назвал «Journal des Débats» «ежедневной выпиской из протоколов заседания кабинета Тюильри».
Пристрастия газеты в области литературы были столь же консервативны, сколь и её политические воззрения: газета неодобрительно отнеслась к романтизму. Литературный критик газеты Э.-Ж. Делеклюз осуждал романтизм как искусство «дикое, бескультурное, ошибочное», чуждое французскому духу, искусственно перенесённое из Германии и Великобритании. По его мнению, романтизм — всего лишь вариант барокко, не создавший шедевров.
Тем не менее «Journal des Débats» не была бы выдающейся газетой, не заручись редакторы участием таких значительных литературных имён романтизма, как Виктор Гюго, Шарль Нодье, Александр Дюма-отец, Жюль Жанен. Особый всплеск популярности пришёлся на 1842 и 1843 годы, когда Эжен Сю публиковал в газете свой роман-фельетон «Парижские тайны».
До последних дней Июльской монархии и расцвета газеты Эмиля де Жирардена «La Presse», а позднее «Le Petit Journal», газета «Journal des Débats» оставалась наиболее читаемой и влиятельной из французских буржуазных газет. Её репутация поддерживалась благодаря сотрудничеству лучших литературных сил Франции.
До начала 1840-х годов газету возглавляли братья Бертены, в 1841 году умер многолетний редактор газеты — Бертен-старший, в следующем году умирает его брат, также Луи-Франсуа — Бертен-младший. Руководство газетой переходит к младшему сыну Бертена-старшего — Арману, а после смерти последнего в 1854 году к его старшему брату — Эдуарду Бертену. Эдуард руководит газетой до своей смерти в 1871 году. Со смертью клана Бертенов газету возглавляют Леон Сэ (1871—1885), Жорж Патино (1885—1895). Последним редактором знаменитого издания был Этьен Банди де Налеш (1895—1942).
На рубеже XVIII и XIX столетий газета стала родоначальницей появления фельетона в качестве самостоятельного литературного газетного жанра. Тогда же был сформирован Жюльеном Жоффруа и стиль литературной критики «Journal des Débats», позднее получивший развитие в работах Эмиля Фаге, Вогюэ и т. д.
В газете сотрудничали выдающиеся французские мыслители и писатели Морис Бланшо, Шатобриан, поэт Ж. М. Эредиа, немецкий критик Август Шлегель, композитор и музыкальный критик Гектор Берлиоз, философ Эрнест Ренан, учёный-физик Фуко и многие другие.
На протяжении многих десятков лет газета придерживалась консервативных идеологических установок, а в 1944 году была закрыта сразу вслед за освобождением Франции от фашистской оккупации за коллаборационистскую направленность своих материалов.